# Diego Armando Díaz
Diego Armando Díaz (Los Frentones, 10 gennaio 2002) è un calciatore argentino, attaccante dell'Unión (SF) in prestito dallo Sp. Las Parejas.

## Carriera
Nato in un paese nella periferia della provincia del Chaco, in gioventù ha lavorato in una miniera di carbone per sostenere la madre e gli otto fratelli, iniziando a giocare a calcio solamente a 18 anni con alcuni club locali della sua città. Nel 2023 è stato acquistato dallo Sp. Las Parejas dove non ha tuttavia mai debuttato passando in prestito nei mesi successivi ad Arteaga, Central Argentino (SM) e Susanense, dove si è masso in mostra segnando 47 gol in 43 incontri.
Nel 2025 ha effettuato un provino con l'Unión (SF) ed in seguito è stato ingaggiato in prestito per una stagione, compiendo un salto dalle leghe amatoriali alla prima divisione. Ha fatto il suo esordio assoluto con i biancorossi il 2 marzo nell'incontro di Primera División vinto 1-0 contro il Gimnasia (LP) ed il 17 marzo seguente ha segnato il suo primo gol fissando il punteggio sul definitivo 3-1 contro il Banfield.

## Statistiche

### Presenze e reti nei club
Statistiche aggiornate al 18 marzo 2025.
| Stagione        | Squadra         | Campionato      | Campionato | Campionato | Coppe nazionali | Coppe nazionali | Coppe nazionali | Coppe continentali | Coppe continentali | Coppe continentali | Altre coppe | Altre coppe | Altre coppe | Totale | Totale | Totale |
| Stagione        | Squadra         | Comp            | Pres       | Reti       | Comp            | Pres            | Reti            | Comp               | Pres               | Reti               | Comp        | Pres        | Reti        | Pres   | Reti   |        |
| --------------- | --------------- | --------------- | ---------- | ---------- | --------------- | --------------- | --------------- | ------------------ | ------------------ | ------------------ | ----------- | ----------- | ----------- | ------ | ------ | ------ |
| 2025            | Unión (SF)      | PD              | 4          | 1          | CA              | 0               | 0               | -                  | -                  | -                  | -           | -           | -           | 4      | 1      |        |
| Totale carriera | Totale carriera | Totale carriera | 4          | 1          |                 | 0               | 0               |                    | -                  | -                  |             | -           | -           | 4      | 1      |        |